# 沖縄県営鉄道
沖縄県営鉄道（おきなわけんえいてつどう）は、戦前に沖縄県が沖縄本島内で運営していた鉄道である。
鉄道省側の書類には沖縄県営鉄道と記載されていたが、沖縄県側では1917年まで沖縄県軽便鉄道、それ以降は沖縄県鉄道を正式な名称としていた。また、762mmの軌間を採用した軽便鉄道（けいべんてつどう）であったことから、沖縄県民からは「ケイビン」「ケービン」と通称されていた。

## 歴史

### 建設まで
沖縄本島に鉄道を敷設する動きは1894年ごろからあり、県外の資本家などが那覇を中心に首里や与那原、佐敷、北谷などを結ぶ鉄道の敷設を相次いで出願した。しかし、後に那覇市内の路面電車として実現した沖縄電気を除き、いずれも資金調達がうまくいかず実現しなかった。
このため、明治末期には県営による鉄道の敷設が考えられるようになり、1913年1月に県議会で与那原線と糸満線の鉄道敷設案が可決。さらに1914年11月には嘉手納線の建設も採択された。

### 開業

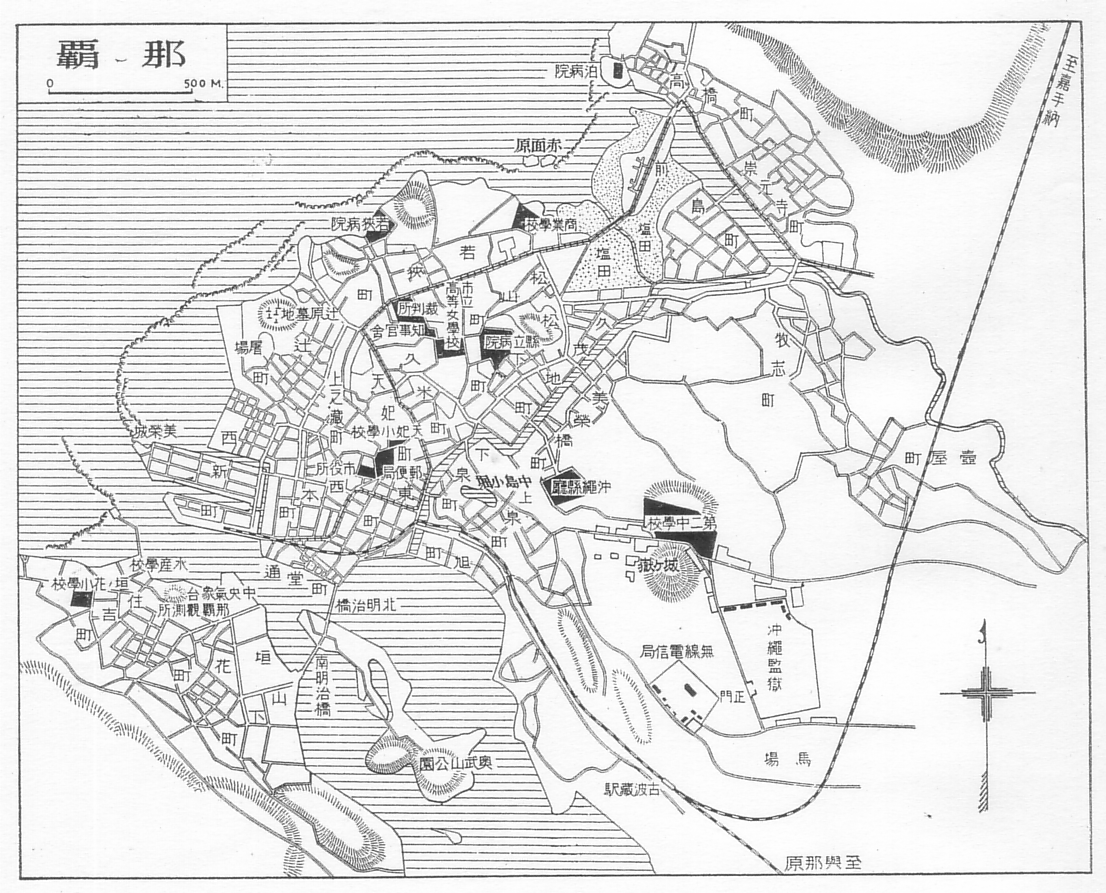
1930年頃の那覇市地図

沖縄県は最初に与那原線の工事に着手し、1914年12月に開業を迎えた。続いて糸満線の建設に着手する予定だったが、第一次世界大戦後の不況の影響で建設資金の調達がうまくいかず、1916年に建設中止が決定する。
1917年7月に所得税法が施行され、所得税から経済援助の名目で国庫補助が行われることが決まると、再び鉄道建設の気運が高まった。
糸満線と嘉手納線の建設順位を巡って県議会は紛糾したが、1917年12月に嘉手納線の着工が決定し、1922年3月に開業した。最後に残った糸満線は1923年7月に開業し、これにより現在の那覇市から嘉手納町、与那原町、糸満市の3方面に延びる路線網が完成した。
1921年3月6日には、皇太子裕仁親王（後の昭和天皇）がヨーロッパ訪問の途中で沖縄を訪問した際に、与那原線に乗車している。
なお、1920年ごろから戦時中にかけて、嘉手納 - 名護間約42kmを結ぶ名護線の建設計画が何度も持ち上がったものの、ついに実現しなかった。

### その後の経過

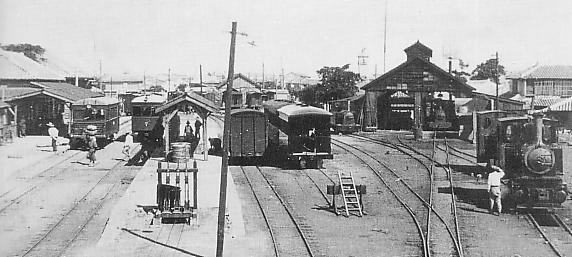
那覇駅構内（現在の那覇バスターミナル）

3線が開業した大正期は、建設費調達のため発行した県債の償還が負担となって経営状況は芳しくなく、一時は県営鉄道の国有化の話も持ち上がっていた。昭和期に入ると経営は安定したものの、道路の整備に伴って民間経営のバスとの競争が激しくなり、県営鉄道でも気動車（ガソリンカー）を導入して対抗した。また、1936年には県営鉄道もバス事業に乗り出し、糸満線とその周辺地域を連絡するバス路線を開業している。
太平洋戦争の末期になると軍事輸送が本格化し、1944年7月には通常ダイヤによる営業運転を終了して実質的な軍用鉄道となる。また、同年10月10日の那覇空襲によって那覇駅が焼失し、さらに12月には糸満線喜屋武 - 稲嶺間で列車爆発事故（沖縄県営鉄道輸送弾薬爆発事故）が発生している。
1945年3月には戦争の激化で完全に運行を停止し、その後の連合国軍上陸によって鉄道施設は破壊された。
戦後は朝鮮戦争の勃発による鉄不足で線路が撤去回収されたほか、道路や米軍基地の建設などで鉄道敷地自体が分断されてしまい、県営鉄道は事実上消滅した。正式な廃止手続きは行われておらず、サンフランシスコ講和条約が発効した1952年4月28日に地方鉄道法の適用対象から外れている。
なお、終戦直後の1947年11月24日、沖縄民政府（後の琉球政府）知事の志喜屋孝信が米国軍政府（後の米国民政府）副長官のウィリアム・H・クレイグに対して鉄道の敷設について陳情し、軍政府側も当初は鉄道の復旧を志向していたが、1948年以降には道路整備の推進に方針転換したため実現しなかった。この計画では軌間を1067mmとし、かつての与那原線を東海岸沿いに延伸して前原、金武、名護、大宜味あたりに至る路線と、かつての糸満線に相当する路線が考えられていたようである。

### 年表
- 1914年（大正3年）12月1日：与那原線那覇 - 与那原間が開業。
- 1917年（大正6年）7月1日：海陸連絡線那覇 - 桟橋荷扱所間が開業。
- 1922年（大正11年）3月28日：嘉手納線古波蔵 - 嘉手納間が開業。
- 1923年（大正12年）7月11日：糸満線国場 - 糸満間が開業。
- 1930年（昭和5年）3月20日：内燃動力併用認可（気動車導入に伴う認可）
- 1944年（昭和19年）12月11日：沖縄県営鉄道輸送弾薬爆発事故 嘉手納駅を出発した6両編成の列車が、南風原村（現南風原町）稲嶺駅付近で大爆発。満載していた弾薬に次々と誘爆し、辺り一面火の海となった。200人以上の兵士と通学で乗り合わせた女学生や乗組員、合わせて約220人が犠牲となった。
- 1945年（昭和20年）3月：運行を停止。

## 路線
※運行停止時点
- 与那原線（那覇 - 与那原）9.4km
- 海陸連絡線（那覇 - 桟橋荷扱所）1.0km ※貨物線
- 嘉手納線（古波蔵 - 嘉手納）22.4km
- 糸満線（国場 - 糸満）15.0km

## 運行形態
旅客列車の運行区間は那覇 - 与那原間、那覇 - 嘉手納間、那覇 - 糸満間の3系統に分けられ、嘉手納線や糸満線の列車も与那原線に乗り入れて那覇駅発着としていた。運転本数は大正末期の1925年時点では各系統とも1日8往復だったが、最盛期を迎えた1937年には与那原線が16.5往復、嘉手納線が16往復、糸満線が15往復で、このうち半数近くはガソリンカーによる運転だった。所要時間は1937年時点で那覇 - 与那原間が32分（ガソリンカー26分）、那覇 - 嘉手納間が1時間16分（同1時間）、那覇 - 糸満間が1時間7分（同49分）であった。

## 車両
大半は沖縄県の自主発注または自主製造だが、嘉手納線開業時には国鉄仙北軽便線から移籍した車両が導入されている。
車両は現存しないが、1983年に嘉手納線大山駅跡で発掘された客車用アーチバー台車が宜野湾市立博物館で展示されている。かつては宜野湾市民会館のロビーに展示されていた。

### 蒸気機関車

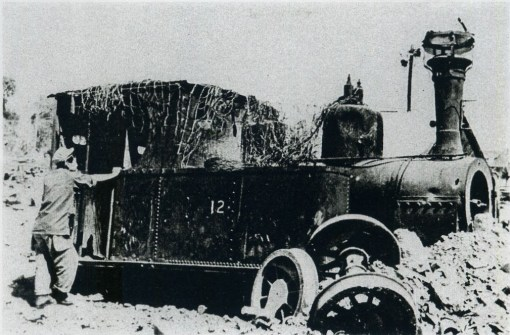
瓦礫に埋まる12号（1945年、米軍撮影）

1 - 3号
1914年、ドイツ・ヘンシェル社製のB1型タンク機関車。
4号
1921年、日本車輌製造製のB型タンク機関車。1936年に廃車。
6 - 8号
1923年、ドイツ・コッペル社製のC型タンク機関車。
11 - 14号
イギリス・エイボンサイド社製のC形タンク機関車。仙北軽便鉄道の1 - 4号として1911年から1913年にかけて投入され、1919年の国有化で仙北軽便線（国鉄の特殊狭軌線）のケ190 - ケ193に改番されたが、1920年の改軌（762mm→1067mm）で余剰となり沖縄県に譲渡された。
20号
1942年本江機械製作所製のC1型タンク機関車。釜石鉱山鉄道C1 20形と同系。

### 気動車

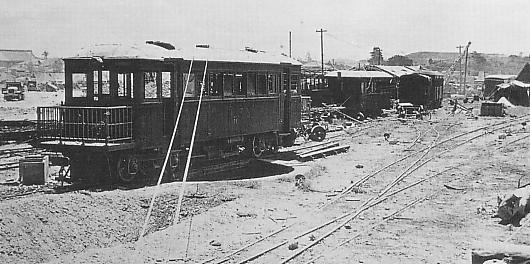
荒廃した那覇駅構内。転車台にはキハ21が載っている（1945年5月、米軍撮影）

ディーゼルエンジンが一般化する以前の存在であり、すべてガソリンエンジン動力のガソリンカーである。
ガソリン規制が厳しくなった1940年ごろに、キハ11・12が木炭ガス発生装置を荷台に取り付けている。これ以外の車両も同時期に木炭ガス車化された可能性が高いが、詳細は不明である。
キハ1・2
1929年松井製作所（松井車輌）製（就役は1930年）。全長8.5m、自重6.5t、定員40人（座席20人）の両運転台式2扉木造ボギー車で、沖縄最初の気動車である。
松井車輌は零細メーカーながら、日本でも最初にボギー式気動車を実用化する（鞆鉄道キハ3形、1928年）など一定の技術力を持ち、1920年代後半には大手メーカーに先駆けて業界での販路を広げつつあった（のち大手に押され1933年倒産）。本形式は鞆鉄道向けボギー車にごく類似した設計である。エンジンはアメリカ製のウィスコンシン4気筒1基を搭載し、機械式変速機を介して片側台車の内側車軸をシャフト駆動、さらにチェーンを介して外側車軸も駆動する2軸駆動仕様。しかしチェーン切断の頻発に悩まされ、1937年にはチェーンを撤去して1軸駆動化、その後同年中にはより強力なアメリカ製ウォーケシャ6MS形エンジンに換装して車重6.8tとなった。
キハ11・12
1932年日本車輌製造本店工場（名古屋・熱田）製（就役は1933年）。全長9m級、車重9.5t（公称）、定員60人（座席30人）の2扉半鋼製ボギー車。
大手メーカーによる手堅い設計の車両で、車体両端に鉄柵で囲われた奥行700mmの荷台を備えていた。エンジンはアメリカ製ウォーケシャ6TL形6気筒で軸バネ式の鋳鋼台車を1軸駆動したが、動台車はセンターピンをホイールベース中央からずらし、駆動軸側に寄せた「偏心台車」を採用。日本車輌本店が1931年に考案していくつかの私鉄で採用されていた方式で、駆動輪の粘着力を高めて空転を減らす効果があった。沖縄県営鉄道では以後気動車には偏心台車を標準装備した。
キハ21
1937年日本車輌本店製の増備車。
形態・定員はキハ11・12とほぼ同じであるが、荷台奥行を1000mmに拡大、なおかつエンジンは若干強力なウォーケシャ6MS形に変更している。車重は公称10.5t。
キハ31
1938年日本車輌本店製で、沖縄県営最後の新製車である。全長10.8m、自重14.5t、定員60人（座席26人）。製造中に戦時体制に入って資材不足に悩まされ、計画から竣工までまる1年以上を要したという。
11m級の全長は戦前日本の軽便鉄道気動車では屈指の最大級。沖縄県営の在来気動車では原始的な手回しブレーキを用いていたが、本形式は本格的な空気ブレーキ装備となった。外荷台を廃して車内に荷物室を設けたため、実際には「キハニ」と称するのが適切な車両で、側面には片側あたり客室扉2か所のほか、荷物扉と乗務員扉各1か所が設けられていた。
エンジンは軽便鉄道向けとしては異例な国鉄標準型のGMF13形6気筒（日本車輌製）を採用。1067mm軌間の路線同等の100PS級という大出力を誇った（戦前日本の軽便で他に同じエンジンを用いたのは、762mm軌間の台湾総督府鉄道部台東線急行列車向けに1938年に製造されたケマキロハ形が存在するのみである）。エンジンが大き過ぎて床下に完全に収まらず、客室床面がエンジン部のみ90mm嵩上げされている。

### 客車
木造車体、ボギー台車、オープンデッキの車両が導入された。なお、沖縄県営鉄道は当初2等級制だったため2等車と3等車が存在していたが、2等車の利用が少ないことから1931年7月に3等車のみのモノクラス制となり、車号も全面的に変更されている。
ハ1
1923年梅鉢鉄工所製。当初は2等車でロ1（2代）を名乗っていたが、1931年に改造され3等車のハ1となった。
ハ2・3
1923年梅鉢鉄工所製。当初は2・3等合造車でロハ11・12を名乗っていたが、1931年に改造され3等車のハ2・3となった。
ハ4
1924年加藤製作所製。当初は2・3等合造車でロハ13を名乗っていたが、1931年に3等車のハ4となった。
ハ9
1921年日本車輌製の3等車。当初はハ4を名乗っていたが1931年にハ9となった。
ハ11
1914年梅鉢鉄工所製。当初は2・3等合造車のロハ1だったが、1931年に改造され3等車のハ11となった。1940年に廃車。
ハ12
1914年梅鉢鉄工所製。当初は2等車のロ1（初代）だったが、1917年に2・3等合造車のロハ2に改造。さらに1931年の改番で3等車のハ12となった。
ハ13 - 15
1914年梅鉢鉄工所製の3等車。当初はハ1 - 3を名乗っていたが1931年に改番されハ13 - 15となった。
ハ16・17
1914年梅鉢鉄工所製。当初は3等・手荷物合造車のハフ1・2だったが、後に3等車のハ16・17となった。
ハ21
1912年天野工場製の3等車。国鉄石巻軽便線ケホ200 - 202を譲り受けたもので、当初は2・3等合造車のロハ6 - 8だった。ロハ8が1923年に事故廃車、ロハ7が1927年に廃車となり、残ったロハ6は1931年にハ21に改造されたが、1940年に廃車となった。
ハ22 - 26
1912年天野工場製の3等車。国鉄石巻軽便線ケホ350 - 357を譲り受けたもので、当初はハ11 - 18を名乗った。このうちハ17・18は1923年に事故廃車となり、ハ16は1927年に廃車。残ったハ11 - 15が1931年にハ22 - 26に改番された。改番時にハ21とほぼ同じ形態に改造されたと思われる。その後、ハ26年が1932年、ハ25が1933年に廃車された。
ハ31 - 34
1923 - 1924年加藤製作所製の3等車。当初はハ50 - 53を名乗っていたが、1931年に改番されてハ31 - 34となった。
ハ41 - 45
1932 - 1933年に沖縄県が自主製造した3等車。
ハフ6・7
1912年天野工場製の3等・手荷物合造車。国鉄石巻軽便線ケホ800・801の譲受車。1926年に廃車。

### 貨車
1944年の時点で有蓋車31両、無蓋車50両が在籍していた。

### 車両数の推移
| 年度      | 機関車 | ガソリンカー | 客車 | 貨車 | 貨車 |
| 年度      | 機関車 | ガソリンカー | 客車 | 有蓋 | 無蓋 |
| --------- | ------ | ------------ | ---- | ---- | ---- |
| 1914-1919 | 3      |              | 7    | 9    | 10   |
| 1920      | 4      |              | 7    | 9    | 10   |
| 1921-1922 | 8      |              | 21   | 24   | 25   |
| 1923-1924 | 11     |              | 24   | 32   | 30   |
| 1925-1926 | 11     |              | 24   | 32   | 35   |
| 1927-1928 | 11     |              | 22   | 31   | 35   |
| 1929      | 11     |              | 24   | 31   | 35   |
| 1930      | 11     | 2            | 22   | 31   | 35   |
| 1931      | 11     | 2            | 23   | 31   | 35   |
| 1932      | 11     | 2            | 25   | 31   | 35   |
| 1933      | 11     | 4            | 25   | 31   | 35   |
| 1934-1935 | 11     | 4            | 25   | 31   | 40   |
| 1936-1937 | 10     | 5            | 25   | 31   | 40   |

- 鉄道院年報、鉄道院鉄道統計資料、鉄道省鉄道統計資料、鉄道統計資料、鉄道統計各年度版より

## 沖縄県営鉄道バス
沖縄県営鉄道では路線バスも運営していた。通称は「県鉄バス」である。東風平駅から稲峰駅までの区間を迂回する路線などが設定されていた。

## 県営鉄道の歌
沖縄県営鉄道を舞台とした歌として、鉄道唱歌の曲にのせた『沖縄県鉄道唱歌』が1914年に作詞されたが、現在では1962年に作られた『軽便鉄道節』（作詞：徳田安周、作曲：三田真一、歌：フォーシスターズ）の方がよく知られている。

## 題材とした作品
テレビドラマ「走れ!ケー100」第50話「おじいちゃんの軽便鉄道 沖縄の巻」（1974年、TBS）は、沖縄県営鉄道の元機関士で戦争で視力を失った老人（演：藤原釜足）を描いた話で、糸満市、喜屋武村（現・糸満市）などでロケが行われた。脚本は沖縄出身の上原正三が手がけ、前述のフォーシスターズが歌う『軽便鉄道節』が挿入歌として使われている。

## 保存資料

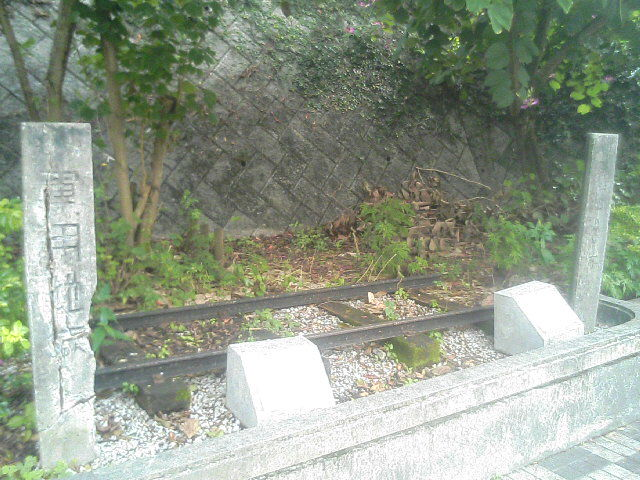
沖縄県営鉄道嘉手納線の線路（浦添市大平）

2004年8月10日、沖縄都市モノレール（ゆいレール）開業1周年記念事業の一環として、本社敷地内の「ゆいレール展示館」が開館した。エッセイストのゆたかはじめが寄贈した当時の資料が「軽便鉄道関連の展示」として数多く展示されていたが、2020年の閉館の折に資料は後述の「軽便与那原駅舎展示史料館」に移された。
2005年年4月16日、名護市の動植物公園「ネオパークオキナワ」に園内を約20分かけて一周する「沖縄軽便鉄道」が開業した。嘉手納線の延伸構想になぞらえて発着所は「名護駅」と命名されており、県営鉄道に関する展示コーナーを併設している。運行車両はB1型タンク機関車（実物の3/4サイズ）を再現したもので、2023年1月までは国鉄D51形蒸気機関車（実物の1/2サイズ）も活躍していた。
与那原駅舎は戦火に遭ったものの全壊はまぬがれたため、戦後は修復および増築のうえ町役場や農協として長らく使用された。2013年に解体されたものの、2014年4月に「軽便与那原駅舎展示史料館」として往時の外観が復元された。なお、旧駅舎の遺構が史料館の裏に保存されているほか、新たに「東宮殿下（裕仁親王）御乗車記念碑」も設置されている。
2015年10月、旭橋再開発工事中に那覇駅の転車台遺構が発掘された。移設・保存工事を経て、2019年6月1日に一般公開された。当時の写真を用いた解説板や4号タンク機関車の模型（実物の1/6サイズ）が併せて展示されている。